# 제1차 피니스테레곶 해전
제1차 피니스테레곶 해전은 1747년 5월 14일 오스트리아 왕위 계승 전쟁의 일부로 영국과 프랑스가 격돌한 해전이다. 같은해 10월 또 한번 수송선단과의 전투(제2차 피니스테레곶 해전)가 벌어졌기 때문에 구별하기 위해 "제1차"라는 서수를 붙인다,
조지 앤슨 제독이 이끄는 14척의 전열함으로 이루어진 함대가 드 라 존키에르 제독이 이끄는 30척의 프랑스 선단을 공격했다. 스페인의 북서쪽 피니스테레곶 연안의 비스케이만에서 4-5시간에 걸쳐 벌어진 전투에서 영국은 프랑스의 전열함 4척, 프리깃함 2척 및 상선 7척을 나포했다. 그외 기타 상선은 나포를 모면했다.
프린스 조지(Prince George)호에 탑승한 앤슨과 데번셔(Devonshire)에 탑승한 피터 워런 소장은 4월 9일 프랑스의 수송을 방해하려는 목적으로 플리머스(Plymouth)에서 출항했다. 대선단을 확인한 앤슨은 전열을 형성하라는 신호를 보냈다. 워런 소장은 적이 수송선단의 도주를 돕기 위해 기동하지 않을 것이라고 판단하고, 앤슨에게 접근하자고 진언했다. 앤슨은 곧 총추격의 신호를 보냈다. 즉시 군함 센츄리언이 돛을 내리고 처음으로 접촉한 최후미의 프랑스 함을 추격했다. 두 함은 격렬한 응전을 벌였고, 얼마 안 가 2척이 지원하기 위해 되돌아왔다. 영국측도 데번셔를 포함한 3척이 추격하여 난전을 벌였다. 프랑스 함대는 수적으로 크게 열세임에도 불구하고, 모든 함이 나포되는 밤 7시까지 전투를 계속했다. 동인도 무역선도 9척이 나포되었다. 사상자는 프랑스측이 700명과 포로 3,000명, 영국측이 520명이었다. 또한 약 300,000 파운드 상당의 전투선을 얻었고, 이것은 영국 함선으로 편입되어 쓰이게 되었다.
앤슨은 이 승리로 인해 중장으로 승진했고, 귀족이 되었다.

## 참전 함선

### 영국(조지 앤슨)
| 함선명                            | 대포 | 비고             |
| --------------------------------- | ---- | ---------------- |
| 프린스 조지(Prince George)        | 90   | 기함             |
| 데번셔(Devonshire)                | 66   |                  |
| 나뮈르(Namur)                     | 74   |                  |
| 몬머스(Monmouth)                  | 64   |                  |
| 프린스 프레더릭(Prince Frederick) | 64   |                  |
| 야머스(Yarmouth)                  | 64   |                  |
| 프린세스 루이자(Princess Louisa)  | 60   |                  |
| 노팅엄(Nottingham)                | 60   |                  |
| 디파이언스(Defiance)              | 60   |                  |
| 펨브룩(Pembroke)                  | 60   |                  |
| 윈저(Windsor)                     | 60   |                  |
| 센츄리언(Centurion)               | 50   |                  |
| 포클랜드(Falkland)                | 50   |                  |
| 브리스틀(Bristol)                 | 50   |                  |
| 앰버스케이드(Ambuscade)           | 40   |                  |
| 팰컨(Falcon)                      | 10   |                  |
| 벌컨(Vulcan)                      | 8    | 화공선(Fireship) |

### 프랑스(드 라 존키에르)
| 함선명                                              | 대포  | 비고                     |
| --------------------------------------------------- | ----- | ------------------------ |
| 디아망(Diamant)*                                    | 30/56 | 나포 후 침몰             |
| 필리베르(Philibert)*                                | 30    | 나포                     |
| 비질랑(Vigilant)*                                   | 20    | 나포                     |
| 쉬메르(Chimère)                                     | 36    |                          |
| 뤼비(Rubis)                                         | 52    | 나포                     |
| 자송(Jason)                                         | 50    | 나포                     |
| 세리외(Sérieux)                                     | 64    | 기함, 나포               |
| 앵뱅시블(Invincible)                                | 74    | 나포                     |
| 아폴롱(Apollon)*                                    | 30    | 나포                     |
| 테티스(Thétis)*                                     | 22    | 나포                     |
| 모데스트(Modeste)*                                  | 18    | 나포                     |
| 글루아(Gloire)                                      | 40    | 나포                     |
| 에메로드(Emeraude)                                  | 40    |                          |
| 다트머스(Dartmouth)*                                | 18    | (훗날 영국 사략선), 나포 |
| 24척의 상선 중 6척 나포                             |       |                          |
| * 표시는 프랑스 동인도 회사 소속 함대를 나타냅니다. |       |                          |